# Sa laurera
Sa laurera (El trabajo de los campesinos de Cerdeña) es un ensayo antropológico escrito por Giulio Angioni y publicado por Edes en 1976 y por Il Mestrale en 2002.
Sa laurera (cat. arar, cultivar) es un registro preciso de las operaciones, del tiempo y de las formas del trabajo de los campesinos de la Cerdeña tradicional y de su vocabulario (con ilustraciones originales), antes de la gran transformación de la segunda mitad del siglo XX.
Sa laurera debe ser considerado junto con otros libros de Giulio Angioni: Rapporti di produzione y cultura subalterna: contadini in sardegna , Edes 1974; I pascoli erranti: antropologia del pastore in Sardegna, Liguori 1989; L'architettura popolare in Italia: Sardegna (con A. Sanna), Laterza 1988; Pane e formaggio e altrecose di Sardegna, Zonza 2002.